# Dicke Hose
Dicke Hose (Verweistitel: Dicke Hose – Big Trouble in Little Ottensen) ist ein Film von Miles Terheggen und Henna Peschel. Er lief 2009 auf dem Hamburger Filmfest, Radar Festival, Unerhört Musik Filmfestival und dem Europäischen Filmfestival in Göttingen.

## Handlung
In einer der Hauptrollen ist Soul-Kitchen-Darsteller Adam Bousdoukos als er selbst zu sehen. Während Soul Kitchen die fantasievolle Weiterentwicklung von Bousdoukos' ehemaliger Tätigkeit als Wirt darstellt, zeigt Dicke Hose vielmehr, wie der Schauspieler als Wirt tatsächlich gewesen sein mag.

## Rezeption
Der Spiegel meint wohlwollend: „Der Plot der No-Budgets-Perle, die den Untertitel "Big Trouble in Little Ottensen" trägt und mit breitestem Hamburger HipHop unterlegt wurde, ist eine ins Abstruse gesteigerte Variante der Ethno- und Ghetto-Comedy. Die Multikulti-Klischees werden hier durch perfide kulinarische Zuspitzungen gebrochen, etwaige gemütliche Sozialromantik geht im Handkamera-Inferno flöten.“